# Xylopia madagascariensis
Xylopia madagascariensis är en kirimojaväxtart som beskrevs av Alberto Judice Leote Cavaco och Monique Keraudren. Xylopia madagascariensis ingår i släktet Xylopia och familjen kirimojaväxter. Inga underarter finns listade i Catalogue of Life.